# Вінненден
Вінненден (нім. Winnenden) — місто в Німеччині, знаходиться в землі Баден-Вюртемберг. Підпорядковується адміністративному округу Штутгарт. Входить до складу району Ремс-Мур.
Площа — 28,05 км2. Населення становить 28 334 ос. (станом на 31 грудня 2020).